# Tower of Hallbar

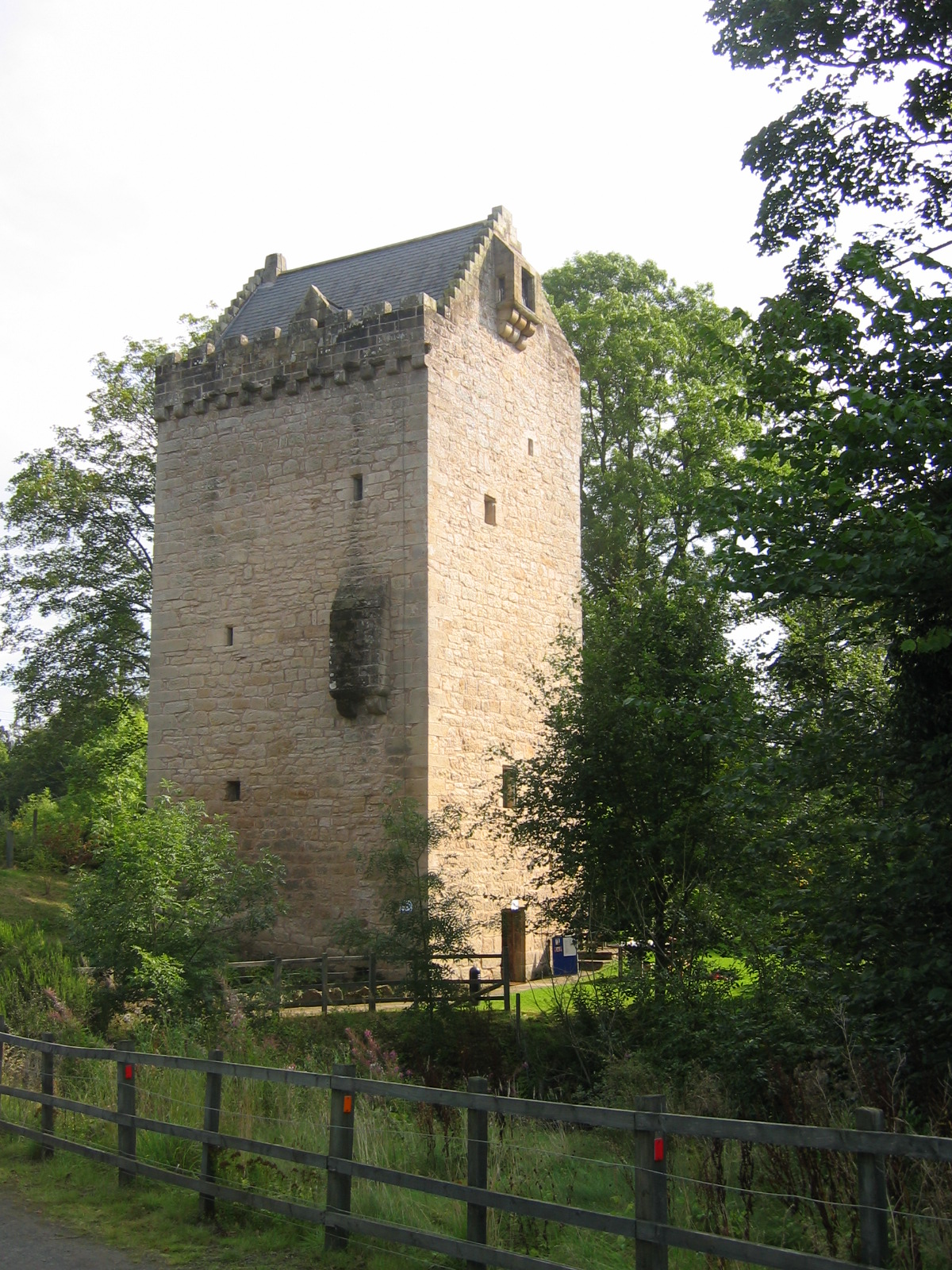
Tower of Hallbar

Der Tower of Hallbar, auch Hallbar Tower, ist ein Tower House nahe der schottischen Ortschaft Crossford in der Council Area South Lanarkshire. 1971 wurde das Bauwerk in die schottischen Denkmallisten in der höchsten Denkmalkategorie A aufgenommen. Des Weiteren ist die zugehörige Wehrmauer als Scheduled Monument klassifiziert. Das Tower House selbst ist hiervon explizit ausgenommen.

## Geschichte
Der exakte Bauzeitraum des Tower of Hallbar ist nicht überliefert. Obschon er oft als älter bezeichnet wird, dürfte der Wehrturm erst im 16. Jahrhundert erbaut worden sein. Als Wehrbau der Baronie Braidwood war das Tower House sicher 1581 fertiggestellt und könnte auch um dieses Jahr erbaut worden sein. Der Tower of Hallbar stand über einen langen Zeitraum hinweg leer. Eine erste Renovierung wurde 1861 vorgenommen. Das Tower House wurde zwischenzeitlich restauriert und kann als Ferienwohnung angemietet werden.

## Beschreibung
Der Tower of Hallbar steht isoliert zwischen den Ortschaften Crossford und Braidwood am rechten Ufer des Baches Braidwood Burn, der rund einen Kilometer westlich in den Clyde mündet. Der vierstöckige Wehrturm weist einen beinahe quadratischen Grundriss auf. Sein Mauerwerk besteht aus Bruchstein der zu einem unregelmäßigen Schichtenmauerwerk verbaut wurde. Unterhalb des aufsitzenden Hauses kragt eine Zinnenbewehrung aus.
Die Wehrmauer findet sich südwestlich des Tower House’. Sie umschließt ein dreieckiges Areal mit einer Seitenlänge von maximal 36 Metern und einer Breite von höchstens 20 Metern.